# Metopia juquiana
Metopia juquiana är en tvåvingeart som först beskrevs av Townsend 1934.  Metopia juquiana ingår i släktet Metopia och familjen köttflugor. Inga underarter finns listade i Catalogue of Life.